# Кабул (провинция)
Вижте пояснителната страница за други значения на Кабул.
Кабул е провинция в източен Афганистан с площ 4462 км² и население 3 314 000 души (2006). Административен център е град Кабул.

## Административно деление
Провинцията се поделя на 14 общини.